# 潘朝晖
潘朝晖（1968年3月—），男，汉族，安徽歙县人，中华人民共和国政治人物。

## 生平
1986年6月加入中国共产党。1986年7月毕业于休宁师范学校，1986年7月至1989年7月在安徽师范大学汉语言文学专业专科自学考试学习，1990年8月至1992年12月在中央党校函授本科班经济管理专业学习，2004年6月至2006年6月在安徽师范大学汉语言文学专业本科自考学习，2009年9月至2011年11月在中国科学技术大学行政管理专业学习于2012年7月获管理学硕士学位。
1986年7月参加工作，历任黄山市歙县教委赴长陔讲师团成员，黄山市歙县城关小学教师，黄山市歙县政府办秘书科秘书、副科长、科长，黄山市歙县县委办公室副主任、秘书科科长，黄山市歙县县委办公室副主任兼政研室主任，黄山市计委副主任，黄山市委办公室副主任，黄山市委副秘书长、办公室主任。2002年1月，任共青团安徽省委副书记、党组成员。2006年12月，调任安徽省委政策研究室副主任。2008年11月，任安徽省委副秘书长。2011年4月起，先后任芜湖市委副书记，芜湖经济技术开发区党工委第一书记，芜湖市委副书记、市政府代市长，芜湖市委副书记、市政府市长。2017年3月，任芜湖市委书记，市政府市长，省江北产业集中区党工委第一书记（兼）。同年6月，当选中共十九大代表。同年7月，任芜湖市委书记，市人大常委会主任，省江北产业集中区党工委第一书记（兼）。2020年12月，出任安徽省政府秘书长、党组成员，省政府办公厅党组书记。